# 方全
方全（1440年—？），字用周，直隸廬州府合肥縣人，山西大同左衛官籍。明朝政治人物。同進士出身。

## 生平
山西鄉試第四十名。成化八年（1472年）壬辰科進士。歷官戶部郎中。弘治二年（1489年），升浙江布政使司左參議。

## 家族
曾祖父方天祥。祖父方進。父亲方亮。